# Карриаку
Карриаку (англ. Carriacou) — остров в составе архипелага Гренадины (Малые Антильские острова), расположен в юго-восточной части Карибского моря, к северо-востоку от Гренады. Входит в состав особой территории Карриаку и Малый Мартиник государства Гренада.

## География
Крупнейший остров архипелага Гренадины. Площадь 34 км². Климат тропический, пассатный, средние месячные температуры около 25°С. Остров окружен рифами.

## Население
На острове проживает 6081 человек (2001). Хилсборо — самый крупный город на Карриаку.

## Экономика
Основной источник дохода — обслуживание туристов.

## Почтовые марки
Гренада с 1973 года эмитировала знаки почтовой оплаты для всех островов принадлежащей ей части Гренадин, что обозначалось на соответствующих почтовых марках как Grenada Grenadines. С 1999 года (начиная с  (Sc #2117)) Гренада выпускает для своей зависимой территории особые марки, на них имеется надпись Grenada / Carriacou & Petite Martinique. Сюжеты описываемых почтовых марок как правило носят развлекательный характер. Они действительны для оплаты почтовых услуг на всей территории государства и для заграничной корреспонденции.